# Bez znieczulenia
Bez znieczulenia (en polonès Sen se anestèsia) és una pel·lícula polonesa del 1978, dirigida per Andrzej Wajda. Va participar al 32è Festival Internacional de Cinema de Canes.

## Argument
Segons el guió, Bez znieczulenia té lloc als anys 60. Jerzy (Zbigniew Zapasiewicz), un conegut periodista i corresponsal estranger que informa sobre guerres, revolucions i moviments guerrillers al tercer món, és un home la vida personal i la carrera del qual s'estan destrossant.
El personatge principal es basa en Ryszard Kapuściński, el destacat periodista polonès i autor de l'escola de "reportatges".

## Repartiment
- Zbigniew Zapasiewicz - Jerzy Michalowski
- Ewa Dalkowska - Ewa Michalowska
- Andrzej Seweryn - Jerzy Rosciszewski
- Krystyna Janda - Agata
- Emilia Krakowska - Wanda Jakowicz
- Roman Wilhelmi - Bronski
- Kazimierz Kaczor - Editoren cap
- Iga Mayr - Mare d'Ewa
- Aleksandra Jasienska - Olenka
- Maria Salinger - Gabcia
- Stefania Iwinska - Józefa
- Halina Golanko - Halina Lukasik
- Jerzy Stuhr - Jerzy Porebowicz
- Magda Teresa Wójcik - Joanna Cichon
- Danuta Balicka-Satanowska - Jutge